# محمود شولیزاده
محمود شولیزاده (فارسی: محمود شولیزاده؛ زادهٔ ۱۶ دسامبر ۱۹۵۹) کارگردان فیلم، تهیه‌کننده فیلم، و فیلم‌نامه‌نویس اهل ایران است.
او برنده جوایز متعددی در جشنواره‌های بین‌المللی فیلم شده‌است. از آثار او می‌توان به فیلم نورا اشاره کرد.

## فیلم‌شناسی

### نویسنده و کارگردان
- نورا
- مسلمانان

### بازیگر
- عروس کاغذی (۱۳۷۴)
- عاشق کوچک (۱۳۶۴)

### منشی صحنه
- کشتی آنجلیکا